# Costa Uruguay Norte
Costa Uruguay Norte é uma junta de governo da província de Entre Ríos, na Argentina.